# Tchórzowa
Tchórzowa – wieś w Polsce, położona w województwie mazowieckim, w powiecie węgrowskim, w gminie Miedzna. Ma status sołectwa.
| SIMC    | Nazwa             | Rodzaj      |
| ------- | ----------------- | ----------- |
| 0681336 | Tchórzowa-Gajówka | osada leśna |

Wieś posiadała w 1673 roku podkomorzyna koronna Konstancja Butlerowa, Thorzowa leżała w ziemi drohickiej województwa podlaskiego w 1795 roku. W latach 1975–1998 miejscowość administracyjnie należała do województwa siedleckiego.
W tej miejscowości urodził się aktor Jerzy Turek.
Wierni kościoła rzymskokatolickiego należą do parafii Zwiastowania Najświętszej Maryi Panny w Miedznie.